# Ben Morris
Ben Morris (* 1969 oder 1970) ist ein VFX Supervisor, der 2008 für Der Goldene Kompass den Oscar in der Kategorie Beste visuelle Effekte erhielt.

## Leben
Er wuchs in Oxford auf und ging auf ein College in Banbury. Anschließend studierte er Maschinenbau an der University of Bristol und schloss sein Studium 1993 ab. Danach arbeitete er bei Jim Henson’s Creature Shop an Die Muppets-Weihnachtsgeschichte und Ein Schweinchen namens Babe. 1996 wechselte er für Schweinchen Babe in der großen Stadt zum Neal Scanlan Studio nach Sydney.
Ab 1997 war er für Mill Films an Gladiator tätig. 2000 wechselte er schließlich zu Framestore, wo er an Filmen wie Harry Potter und die Kammer des Schreckens, Troja und Charlie und die Schokoladenfabrik beteiligt war. 2008 erhielt er für Der Goldene Kompass den Oscar in der Kategorie Beste visuelle Effekte. 2014 wechselte er zum neu eröffneten Studio von Industrial Light & Magic in London. 2018 wurde er für seine Arbeit an Star Wars: Die letzten Jedi zum zweiten Mal für einen Oscar nominiert.

## Filmografie
- 1992: Die Muppets-Weihnachtsgeschichte (The Muppet Christmas Carol)
- 1994: Die unendliche Geschichte 3 – Rettung aus Phantásien (The Neverending Story III: Escape from Fantasia)
- 1995: Ein Schweinchen namens Babe (Babe)
- 1996: Die Legende von Pinocchio (The Adventures of Pinocchio)
- 1998: Schweinchen Babe in der großen Stadt (Babe: Pig in the City)
- 2000: Gladiator
- 2001: Lara Croft: Tomb Raider
- 2002: Dinotopia (Fernsehserie, 3 Folgen)
- 2002: Harry Potter und die Kammer des Schreckens (Harry Potter and the Chamber of Secrets)
- 2004: Troja (Troy)
- 2005: Charlie und die Schokoladenfabrik (Charlie and the Chocolate Factory)
- 2007: Der goldene Kompass (The Golden Compass)
- 2010: Prince of Persia: Der Sand der Zeit (Prince of Persia: The Sands of Time)
- 2011: Gefährten (War Horse)
- 2012: Lincoln
- 2013: Gravity
- 2017 Star Wars: Die letzten Jedi